# Папская академия латыни
Папская академия латыни (лат. Pontificia Academia Latinitatis) — последняя по времени создания Папская академия, учреждённая в качестве регулятора латинского языка, а также в целях распространения латинского языка и культуры в мире. Находится в Ватикане, её деятельность курирует Дикастерия культуры и образования.
Академия основана 10 ноября 2012 года папой римским Бенедиктом XVI рескриптом motu proprio Latina Lingua, с целью сохранения и распространения знания классической и современной латыни, в том числе церковной латыни, которая используется в литургиях и мессах современного римского обряда миссала 2011 года.
Профессор Ивано Диониджи и преподобный Роберто Спатаро 10 ноября 2012 были назначены соответственно президентом и секретарём академии.

## Цели и задачи
Основными целями академии являются:
- поощрение знания и изучения латинского языка и литературы на латинском языке, классической и патристической, средневековой и гуманистической — в частности, в католических учебных заведениях;
- содействие использованию латыни как в письменной, так и в разговорной форме.

Для достижения заявленных целей академия намерена:
- организовывать научные конгрессы и симпозиумы по тематике латинского языка, вести издательскую деятельность;
- организовывать и поддерживать курсы, семинары и другие проекты в координации с Папским Институтом перспективных исследований латыни;
- обучать латыни молодое поколение с использованием современных информационных технологий;
- организовать выставки, шоу и конкурсы;
- проводить другие мероприятия, необходимые для достижения целей организации.

## Организационная структура и членство
Папская академии латыни состоит из президента, секретаря, Учёного совета и членов (академиков).
Президент академии назначается Верховным Понтификом сроком на пять лет, с возможностью продления на второй пятилетний срок. Обязанности президента академии:
- представлять академию во всех светских и церковных учреждениях;
- созывать Учёный совет и общее собрание академии, председательствовать на них;
- принимать участие в заседаниях Координационного совета Папских академий и поддерживать отношения с Папским советом по культуре;
- наблюдать за текущей деятельностью академии;
- вести текущие дела академии при содействии секретаря, и по экстраординарным вопросам консультироваться с Учёным советом академии и Папским советом по культуре.

Секретарь академии назначается Верховным Понтификом сроком на пять лет, с возможностью продления на второй пятилетний срок. Секретарь заменяет президента академии в случае его отсутствия или невозможности исполнять свои обязанности.
Учёный совет академии состоит из президента, секретаря и пять советников, возглавляет Учёный совет президент академии. Советники избираются общим собранием академии сроком на пять лет, который может быть продлён.
Учёный совет обсуждает наиболее важные вопросы, затрагивающие академию и утверждает повестку дня общего собрания академии, которое должно проводиться не реже одного раза в год. Учёный совет созывается президентом по крайней мере, один раз в год и, кроме того, всякий раз, когда для принятия решения требуется не менее трёх советников.
Президент с согласия Учёного совета может назначить архивариуса с обязанностями библиотекаря, и казначея академии.
В состав академии входит не более чем 50 членов (академиков) — учёных в области латинского языка и литературы, которые назначаются Государственным секретарём Ватикана. Когда академики достигают возраста 80 лет, они получают статус «почётный академик» (лат. emeritus). Почётные академики могут принимать участие в собрании академии с правом совещательного голоса.
Президент академии, заслушав мнение Учёного совета, может назначить других членов академии — членов-корреспондентов.